# Tsarazaza
Tsarazaza is een plaats en gemeente in Madagaskar, gelegen in de regio Amoron'i Mania in het district Fandriana. Een volkstelling schatte in 2001 het inwonersaantal op ongeveer 26.000. 

## Geschiedenis
Tot 1 oktober 2009 lag Tsarazaza in de provincie Fianarantsoa. Deze werd echter opgeheven en vervangen door de regio Amoron'i Mania. Tijdens deze wijziging werden alle autonome provincies opgeheven en vervangen door de in totaal 22 regio's van Madagaskar.

## Onderwijs
Naast het basisonderwijs biedt de stad tevens beperkt middelbaar onderwijs aan.

## Economie
Landbouw en veeteelt bieden werkgelegenheid aan achtereenvolgens 45% en 45% van de beroepsbevolking. Het belangrijkste gewas in Tsarazaza is rijst, terwijl andere belangrijke producten bonen, cassave en aardappelen betreffen. In de industriële en dienstensector werkt achtereenvolgens 4% en 6% van de bevolking. 